# Rosko (wieś w województwie wielkopolskim)

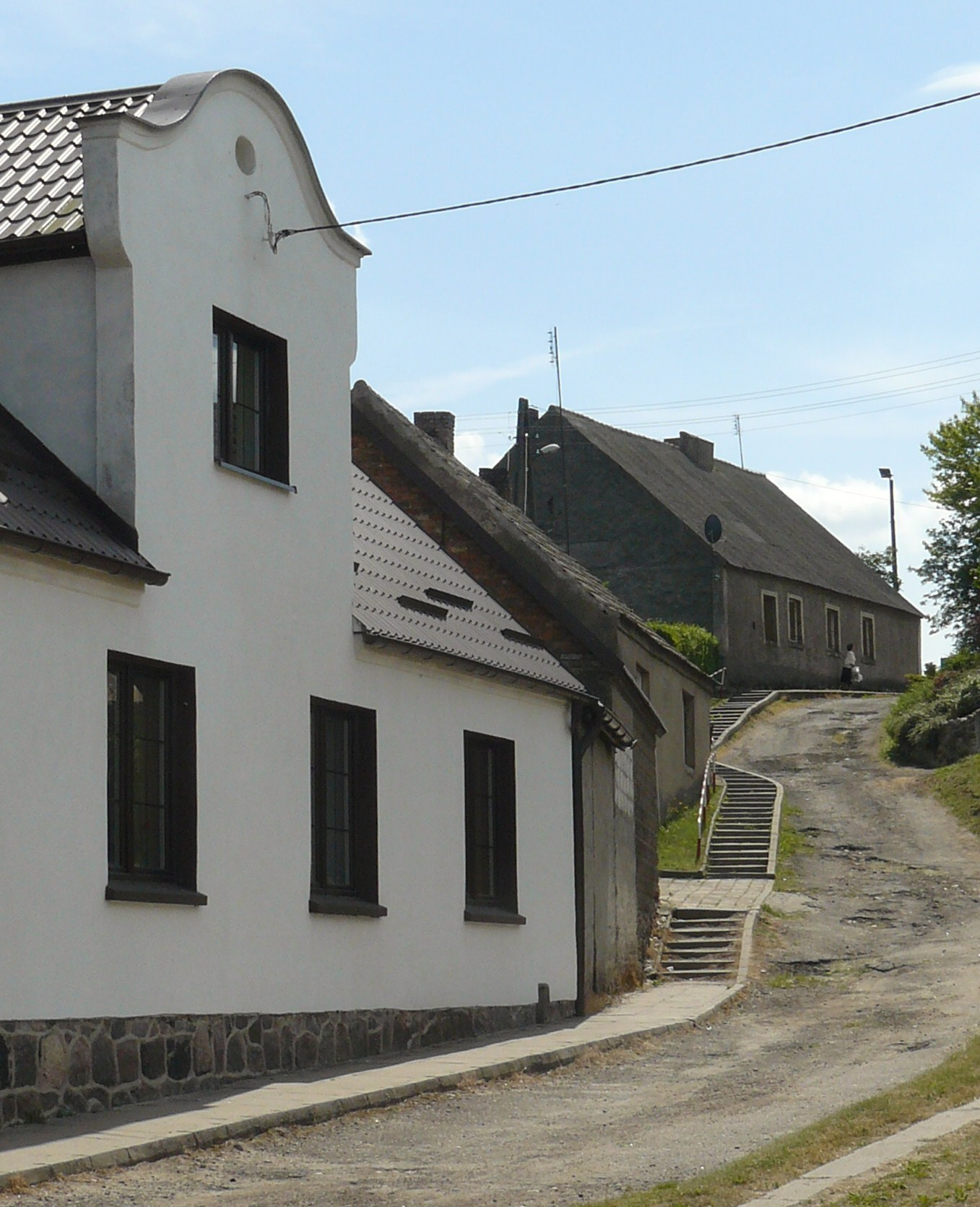
Pochyła uliczka

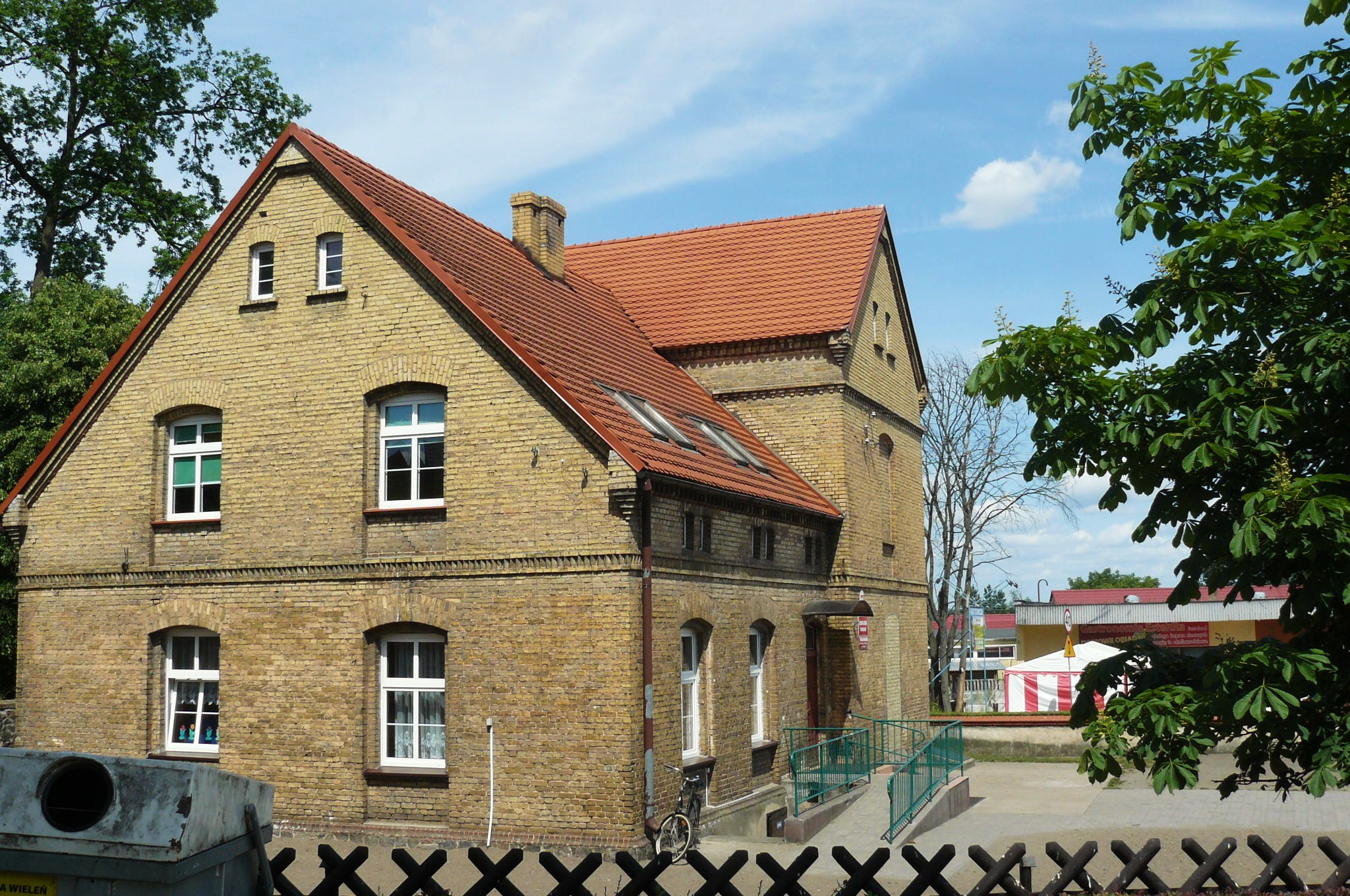
Szkoła przy kościele

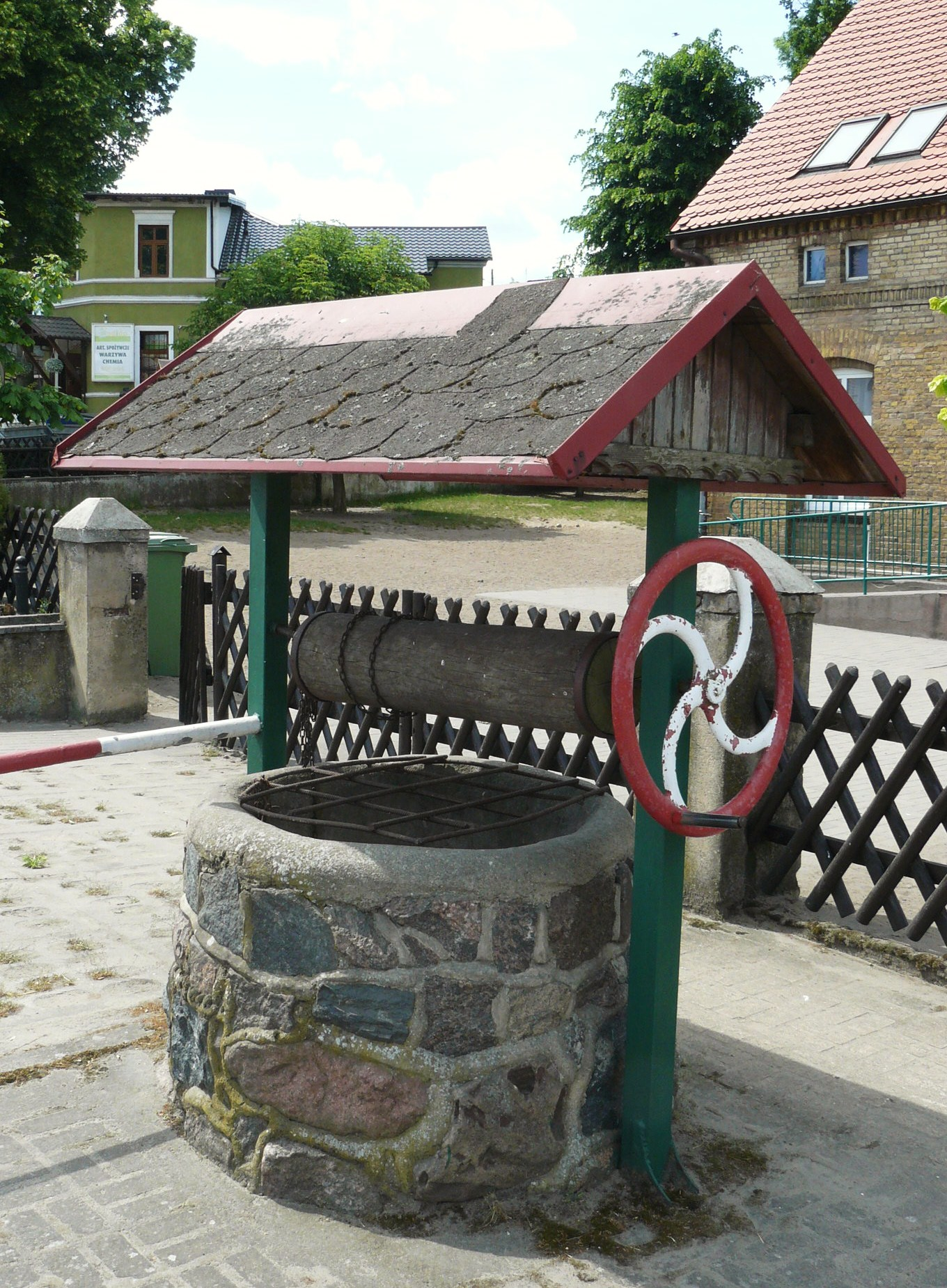
Studnia w rynku

Rosko (niem. Roskau, wcześniej Roske) – wieś w Polsce położona w województwie wielkopolskim, w powiecie czarnkowsko-trzcianeckim, w gminie Wieleń, przy drodze wojewódzkiej nr 181, w połowie odległości pomiędzy Czarnkowem a Wieleniem.

## Nazwa
Nazwa może mieć dwa pochodzenia:
- od rogu (pierwotnie: Rogsko),
- od przepływającego tędy strumienia Roś[5].

## Historia
Pierwsza pisana informacja o miejscowości pochodzi z 1298 – wtedy to wieś została przekazana z rąk królewskich w dobra kasztelana wieleńskiego Wincentego z Szamotuł. W dobrach wieleńskich znajdowała się potem przez wiele wieków. Wieś  szlachecka położona była w 1580 roku w powiecie poznańskim województwa poznańskiego. Podczas powstania wielkopolskiego toczono tutaj zacięte walki w lutym 1919, kiedy to Niemcy próbowali atakować Czarnków od strony Wielenia. 26 stycznia 1945 czerwonoarmiści zamordowali w rejonie wsi dwóch włoskich generałów, których pochowano na miejscowym cmentarzu ewangelickim, a potem ekshumowano i przewieziono do Włoch. 
Do 1954 roku istniała gmina Rosko. W latach 1975–1998 miejscowość administracyjnie należała do województwa pilskiego.

## Zabytki i osobliwości
Do najbardziej interesujących obiektów wsi należą:
- kościół św. Stanisława - neogotycki, z lat 1856-1859,
- plebania z 1858,
- dawny zajazd (ul. Powstańców Wielkopolskich 39) z połowy XIX wieku (kamienno-ceglany), o bramach umieszczonych na narożnikach dziedzińca utworzonego przez zabudowania tworzące czworobok,
- dawna kuźnia kamienna przekształcona w garaż,
- dom kultury z 1978 (wybudowany w czynie społecznym),
- wiąz o obwodzie 400 cm (przy domu kultury),
- zabudowa umieszczona częściowo na pochyłości terenowej, tworząca strome uliczki ze schodami dla pieszych,
- fontanna w rynku,
- studnia w rynku z ręcznym kołowrotem,
- pomnik stulecia Koła Śpiewaczego Lutnia z 2005 na rynku (zawiera tablicę z portretem ks. Aleksego Spychalskiego i dyrygenta Bolesława Dąbrowskiego),
- pomnik powstańców wielkopolskich,
- szkoła piętrowa z żółtej cegły z początku XX wieku (przy kościele),
- szkoła z dachem mansardowym z lat 20. XX wieku (szosa w kierunku Wielenia),
- stela upamiętniająca miejsce śmierci pierwszego powstańca (7 lutego 1919) ustawiona w 1960 (ul. Powstańców Wielkopolskich 7),
- kapliczka przydrożna św. Antoniego z początku XX wieku,
- zabudowania stacji kolejowej Rosko na nieczynnej linii Krzyż - Inowrocław (na południe od wsi):
  - dworzec z 1896,
  - wieża wodna z 1906 częściowo szalowana deskami w górnej partii[5].

## Komunikacja
Przez wieś przebiega droga wojewódzka nr 181.

## Sport i wypoczynek
We wsi działa Ludowy Zespół Sportowy Noteć Rosko - klub piłkarski założony w 1948 roku, w sezonie 2023/24 grający w klasie okręgowej "Red Box", grupa wielkopolska I. Barwy drużyny są żółto-zielone. Stadion o pojemności 900 miejsc mieści się przy ulicy Podgórnej.

## Ochotnicza Straż Pożarna
W Rosku działa Ochotnicza Straż Pożarna, której prezesem jest Tobiasz Waśko. Organizacja skupia około 80 ochotników wraz z drużynami młodzieżowymi. OSP Rosko została wpisana do krajowego systemu ratownictwa. Jednostka jest wyposażona w nowoczesny sprzęt, udziela także pomocy przedmedycznej w wypadkach.

## Rezerwat archeologiczny
1,5 km od drogi wojewódzkie 181, na terenie Kolonii Rosko, znajduje się rezerwat archeologiczny, miejsce kultu solarnego z VIII wieku p. n. e. kultury łużyckiej. Po raz pierwszy na odkrycie archeologiczne natrafiono w 1985 roku podczas prac melioracyjnych. W latach 2001–2002 prowadzono prace archeologiczne, w trakcie których odkryto pozostałość po kamiennej konstrukcji nasypu oraz ponad 50 siekierek z brązu. Obecnie w miejscu odkrycia samorząd gminy Wieleń na łące wyłączonej z użytkowania rolniczego ustanowił rezerwat archeologiczny. Zrekonstruowano nasyp oraz stół ofiarny.

## Hejnał
Rosko ma swój hejnał, który jest codziennie odgrywany o godz 12.00 z wieży kościoła.

## Osoby
We wsi urodził się Leon Kmiotek ps. "Dołęga", "Pomian" (ur. 4 kwietnia 1889, zm. 15 lipca 1942 w niemieckim więzieniu we Wrocławiu) – major piechoty Wojska Polskiego, w czasie okupacji niemieckiej założyciel Wielkopolskiej Organizacji Wojskowej, a następnie dowódca Wojskowej Organizacji Ziem Zachodnich.